# L'Enlèvement d'Europe (Reni)
Pour les articles homonymes, voir L'Enlèvement d'Europe.
L'Enlèvement d'Europe est un tableau réalisé par le peintre italien Guido Reni en 1637-1639. De format vertical, cette huile sur toile est une peinture mythologique qui représente Europe enlevée par Jupiter, qui s'est métamorphosé en taureau blanc. Vêtue d'une robe jaune dévoilant l'un de ses seins, la jeune femme est entraînée en mer en levant les yeux vers l'angle supérieur droit de la composition, d'où Cupidon la vise de son arc. Acquise via l'Art Fund en 2012, l'œuvre est conservée depuis 2013 à la National Gallery, à Londres, au Royaume-Uni,.